# Болованиш (Бакау)
Болованиш (рум. Bolovăniș) насеље је у Румунији у округу Бакау у општини Гимеш-Фађет. Oпштина се налази на надморској висини од 849 m.

## Становништво
Према подацима из 2002. године у насељу је живело 1011 становника.

### Попис2002.
| Расподела становништва по националности 2002.‍ | Расподела становништва по националности 2002.‍ | Расподела становништва по националности 2002.‍ | Расподела становништва по националности 2002.‍ | Расподела становништва по националности 2002.‍ |
| --------------------------------------------- | --------------------------------------------- | --------------------------------------------- | --------------------------------------------- | --------------------------------------------- |
|                                               |                                               |                                               |                                               |                                               |
| Румуни                                        | Румуни                                        |                                               | 844                                           | 83,6%                                         |
| Мађари                                        | Мађари                                        |                                               | 165                                           | 16,4%                                         |